# Bolszoje Nowo
Bolszoje Nowo (ros. Большое Ново) – wieś w Rosji, w rejonie czerepowieckim obwodu wołogodzkiego. W 2010 liczyła 81 mieszkańców.